# Slagskott

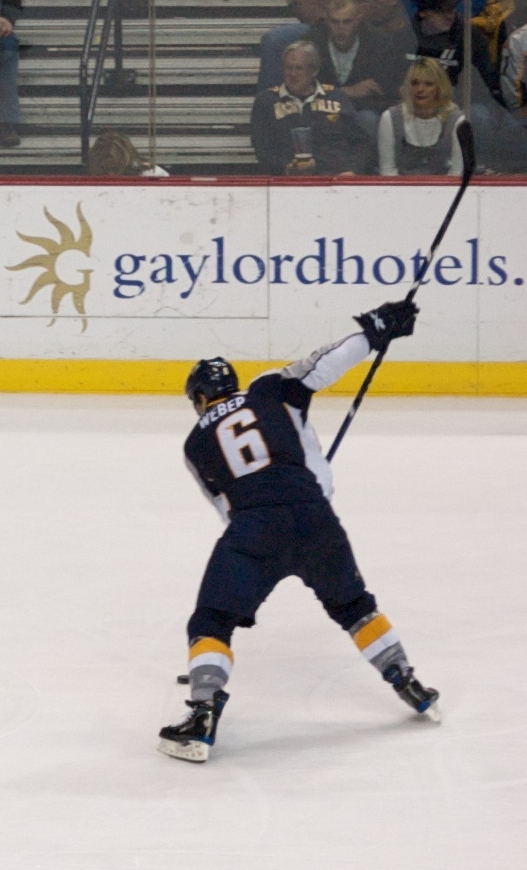
Shea Weber laddar för ett slagskott.

Ett slagskott är en typ av skott som i ishockey är det hårdaste. Utförandet av ett slagskott sker i fyra steg:
1. Spelaren "laddar" genom att höja sin hockeyklubba bakom sin kropp, till axelhöjd eller högre.
2. I nästa moment "slår" spelaren häftigt i isen något bakom pucken och använder sin tyngd för att böja klubban, så att energi lagras i den som en fjäder. Denna böjning av klubban ger slagskottet sin höga hastighet. Precis som en pilbåge, har klubban tendensen att räta ut sig, vilket överförs till pucken och ger den mycket mer fart än vad den får när man endast träffar pucken direkt.
3. När bladet träffar pucken rullar spelaren sina handleder och flyttar sin vikt så att den lagrade energin i klubban frigörs genom pucken.
4. Slutligen följer spelaren genom rörelsen genom att hamna med klubban riktad mot det önskade målet.

Slagskottet är hårdare än andra skott på grund av de våldsamma rörelserna inblandade, men något mindre pricksäkert. Det tar också längre tid att utföra, en spelare kan oftast inte kan ta ett slagskott medan den är under någon större press från en motståndare eftersom motståndaren kan lätt störa under "laddningen". Slagskottet används oftast av en back vid blålinjen, särskilt under powerplay, men en forward kommer ibland att hitta en möjlighet att använda slagskottet.
Uppfinnandet av slagskottet tillskrivs ofta Bernard "Boom Boom" Geoffrion (ett smeknamn som anspelar på ljudet från hans slagskott) från Montreal Canadiens.
Under en ishockeymatch kan en puck nå hastigheter på 160 km/h eller mer när vid skottögonblicket. Den nuvarande hastighetsrekordet i NHL tillhör Zdeno Chara, Boston Bruins, vars slagskott klockades på cirka 170 km/h i 2011 års NHL:s All star-match, vilket tangerade hans egna tidigare rekord. Det nuvarande världsrekordet innehas av Aleksandr Rjazantsev i KHL-laget Traktor Tjeljabinsk, som sköt en puck med en hastighet av 183,67 km/h under 2012 års KHL All star-match.